# Меч предназначения
Меч предназначения (пол. Miecz przeznaczenia) — сборник рассказов Анджея Сапковского в жанре фэнтези, объединённых общим персонажем — ведьмаком Геральтом из Ривии. Это второе произведение из цикла «Ведьмак» как по хронологии, так и по времени написания. В этой части Геральт впервые встречает Цири и находит своё предназначение.

## Рассказы
- Предел возможного (пол. Granica możliwości)

Геральт узнает от Лютика, что в округе завелся дракон. Вместе с обозом короля Недамира и другими драконоборцами отправляется наблюдать за убийством дракона.
- Осколок льда (пол. Okruch lodu)

Геральт с Йеннифэр останавливаются в городе Аэдд Гинваэль, куда чародейка прибыла для встречи с чародеем Истреддом, давней любовью Йеннифэр. У Геральта с Истреддом возникает взаимная неприязнь, дело едва не доходит до поединка. И только Йеннифэр знает, как разрешить этот любовный треугольник.
- Вечный огонь (пол. Wieczny ogień)

Геральт встречается с Лютиком в Новиграде, и им приходится искать допплера по имени Дуду. Допплеру приходится скрываться от инквизиции Вечного Огня, главного Новиградского культа, который считает допплеров опасными созданиями, жестоко пытает и убивает их.
- Немного жертвенности (пол. Trochę poświęcenia)

Князь Агловаль влюбляется в сирену по имени Шъееназ, Геральт работает переводчиком у Агловаля. Ведьмак встречается с девушкой-бардом по имени Эсси Давен, между ними вспыхивают чувства. Тем временем люди, собиравшие жемчуг, были убиты в море. Геральт берётся за это дело.
- Меч предназначения (пол. Miecz przeznaczenia)

Геральт заходит в Брокилон, огромный лес, в котором живут дриады. Здесь он впервые случайно встречает девочку Цири, княжну Цинтры, предназначенную ему правом неожиданности, и задумывается о своём предназначении.
- Нечто большее (пол. Coś więcej)

Геральт встречается с купцом по имени Йурга. Ведьмак спасает его, но получает серьёзное ранение. Незадолго до этого огромная армия Нильфгаарда, наступающая с юга, разрушает Цинтру. Но, к счастью, Цири остаётся жива, Геральт встречает её и понимает силу Предназначения.

## Персонажи
1. Геральт из Ривии — главный герой, ведьмак, убийца чудовищ.
2. Йеннифэр — возлюбленная Геральта, чародейка (czarodziejka).
3. Цири — внучка Калантэ, принцесса Цинтры, «приёмная дочь» ведьмака.
4. Лютик — бард, друг Геральта.
5. Борх Три Галки — путник, друг Геральта. (Золотой дракон)
6. Тея и Вея — зерриканские девушки, спутницы Борха.
7. Недамир — король Каингорна.
8. Эйк из Денесле — рыцарь, паладин, истребляющий чудовищ из религиозных убеждений. Отец Зигфрида, рыцаря Ордена Пылающей Розы из серии игр.
9. Ярпен Зигрин — краснолюд, предводитель отряда охотников за чудовищами.
10. Доррегарай — чародей.
11. Гилленстерн — фактотум Недамира.
12. Богольт — старший Рубайл, убийца драконов.
13. Нищука — средний Рубайл.
14. Кеннет по прозвищу Живодёр — младший Рубайл.
15. Козоед — сапожник из Голополья.
16. Истредд — чародей, любовник Йеннифэр.
17. Гербольт — войт (правитель) Аэдд Гинваэля.
18. Цикада — бандит, нанятый Гербольтом в качестве телохранителя.
19. Даинти Бибервельт — низушек, купец.
20. Ляшарель — начальник храмовой стражи Новиграда.
21. Вимме Вивальди — краснолюд, банкир.
22. Агловаль — князь Бремервоорда.
23. Шъееназ — возлюбленная князя Агловаля, сирена.
24. Эсси Давен — девушка-бард.
25. Мышовур — друид с островов Скеллиге.
26. Эитне — повелительница Брокилона.
27. Дуду — допплер, приспособившийся к жизни среди населения Новиграда.